# لاوريل (الولايات المتحدة الأمريكية)
لاوريل هي مدينة، في الولايات المتحدة الأمريكية، تتبع مقاطعة جونز (ميسيسيبي)، بلغ عدد سكانها 18,393 نسمة، تبلغ مساحتها 42.826705 كيلومتر مربع، رمزها البريدي هو 39440–39443.

## التركيبة السكانية
حدّد مكتب تعداد الولايات المتحدة بيانات التركيبة السكانية للاوريل في تعداد الولايات المتحدة. في ما يلي، التركيبة السكانية حسب تعدادي 2000 و2010.

### تعداد عام 2000
بلغ عدد سكان لاوريل 18,393 نسمة بحسب تعداد عام 2000، وبلغ عدد الأسر 6,925 أسرة وعدد العائلات 4,540 عائلة مقيمة في المدينة. في حين سجلت الكثافة السكانية 429.4 نسمة لكل كيلومتر مربع (1,112.1/ميل2). وبلغ عدد الوحدات السكنية 7,804 وحدة بمتوسط كثافة قدره 182.2 لكل كيلومتر مربع (471.9/ميل2).
وتوزع التركيب العرقي للمدينة بنسبة 40.64% من البيض و55.08% من الأمريكيين الأفارقة و0.11% من الأمريكيين الأصليين و0.33% من الأمريكيين ذوي الأصول الآسيوية و0.01% من سكان جزر المحيط الهادئ و3.17% من الأعراق الأخرى و0.67% من عرقين مختلطين أو أكثر و3.87% من الهسبانيون أو اللاتينيون من أي عرق.
بلغ عدد الأسر 6,925 أسرة كانت نسبة 36.3% منها لديها أطفال تحت سن الثامنة عشر تعيش معهم، وبلغت نسبة الأزواج القاطنين مع بعضهم البعض 37.2% من أصل المجموع الكلي للأسر، ونسبة 23.5% من الأسر كان لديها معيلات من الإناث دون وجود شريك، بينما كانت نسبة 4.9% من الأسر لديها معيلون من الذكور دون وجود شريكة وكانت نسبة 34.4% من غير العائلات. تألفت نسبة 30.1% من أصل جميع الأسر من عدة أفراد يعيشون في نفس المنزل ونسبة 14.4% كانت تتألف من شخص يعيش بمفرده يبلغ من العمر 65 عاماً أو أكثر. وبلغ متوسط حجم الأسرة المعيشية 2.61، أما متوسط حجم العائلات فبلغ 3.21.
بلغ العمر الوسطي للسكان 34.7 عاماً. وكانت نسبة 27.9% من القاطنين تحت سن الثامنة عشر، وكانت نسبة 10% بين الثامنة عشر والرابعة والعشرين عاماً، ونسبة 25.3% كانت واقعةً في الفئة العمرية ما بين الخامسة والعشرين والرابعة والأربعين عاماً، ونسبة 19.2% كانت ما بين الخامسة والأربعين والرابعة والستين، ونسبة 15.8% كانت ضمن فئة الخامسة والستين عاماً فما فوق. يوجد لكل 100 أنثى 86.6 ذكر، ويوجد لكل 100 أنثى في الثامنة عشر من عمرها فما فوق 81.5 ذكر.
بلغ متوسط دخل الأسرة في المدينة 24,988 دولارًا، أما متوسط دخل العائلة فبلغ 30,185 دولارًا. وكان متوسط دخل الذكور 27,077 دولارًا مقابل 17,336 دولارًا للإناث. وسجل دخل الفرد الخاص بالمدينة 15,561 دولارًا. وكانت نسبة 21.4% من العائلات ونسبة 28.9% من السكان تحت خط الفقر، وكان من هؤلاء نسبة 38.2% تحت سن الثامنة عشر ونسبة 19.3% في الخامسة والستين من العمر وما فوق.

### تعداد عام 2010
بلغ عدد سكان لاوريل 18,540 نسمة بحسب تعداد عام 2010، وبلغ عدد الأسر 6,726 أسرة وعدد العائلات 4,420 عائلة مقيمة في المدينة. في حين سجلت الكثافة السكانية 432.9 نسمة لكل كيلومتر مربع (1,121.2/ميل2). وبلغ عدد الوحدات السكنية 7,710 وحدة بمتوسط كثافة قدره 180 لكل كيلومتر مربع (466.2/ميل2).
وتوزع التركيب العرقي للمدينة بنسبة 32.42% من البيض و61.34% من الأمريكيين الأفارقة و0.11% من الأمريكيين الأصليين و0.69% من الأمريكيين ذوي الأصول الآسيوية و0.04% من سكان جزر المحيط الهادئ و4.37% من الأعراق الأخرى و1.03% من عرقين مختلطين أو أكثر و7.68% من الهسبانيون أو اللاتينيون من أي عرق.
بلغ عدد الأسر 6,726 أسرة كانت نسبة 37.3% منها لديها أطفال تحت سن الثامنة عشر تعيش معهم، وبلغت نسبة الأزواج القاطنين مع بعضهم البعض 32.8% من أصل المجموع الكلي للأسر، ونسبة 27% من الأسر كان لديها معيلات من الإناث دون وجود شريك، بينما كانت نسبة 5.9% من الأسر لديها معيلون من الذكور دون وجود شريكة وكانت نسبة 34.3% من غير العائلات. تألفت نسبة 29.6% من أصل جميع الأسر من عدة أفراد يعيشون في نفس المنزل ونسبة 12.2% كانت تتألف من شخص يعيش بمفرده يبلغ من العمر 65 عاماً أو أكثر. وبلغ متوسط حجم الأسرة المعيشية 2.69، أما متوسط حجم العائلات فبلغ 3.32.
بلغ العمر الوسطي للسكان 33.2 عاماً. وكانت نسبة 28.6% من القاطنين تحت سن الثامنة عشر، وكانت نسبة 9.9% بين الثامنة عشر والرابعة والعشرين عاماً، ونسبة 24.6% كانت واقعةً في الفئة العمرية ما بين الخامسة والعشرين والرابعة والأربعين عاماً، ونسبة 22.9% كانت ما بين الخامسة والأربعين والرابعة والستين، ونسبة 14.1% كانت ضمن فئة الخامسة والستين عاماً فما فوق. وتوزع التركيب الجنسي للسكان بنسبة 47% ذكور و53% إناث.

## أعلام
- ليونتاين برايس
- رالف بوسطن
- لانس باس
- لي كالهون
- راي والستون
- فرد والترز
- ريد ديفيس